# Hippodrome de Rostov-sur-le-Don
L'hippodrome de Rostov-sur-le-Don ( russe : Ростовский ипподром) est un hippodrome situé dans la ville de Rostov-sur-le-Don, en Russie. C'est l'un des plus anciens hippodromes du sud de la Russie.

## Histoire
À la fin du 19e et au début du 20e siècle, l'élevage de chevaux dans l'oblast de Don Host se développe à un rythme rapide, à la fois grâce aux cosaques locaux et aux entrepreneurs privés. Ces derniers sont également subventionnés par l'État. Au milieu des années 1880, à Zadonye, il y a 86 à 89 haras et, en 1900, leur nombre atteint 145 avec une population totale de chevaux de 83 000 chevaux. Durant les mêmes années, des sociétés de courses de chevaux ont été créées à Novotcherkassk et Nakhichevan-sur-le-Don. Les courses de trot amateur sont devenues un divertissement populaire pour les habitants. 
Durant la première moitié des années 1890, les autorités provinciales ont attribué un terrain pour un hippodrome à Balabanovo Grove. Grâce aux efforts de la société de courses Rostov-Nakhitchevan, le terrain a été rapidement aménagé : une maison à deux étages pour les besoins de la société, une tribune et plusieurs écuries ont été construites, le terrain lui-même était entouré d'une clôture. Les premières courses ont eu lieu en 1894.
À Rostov-sur-le-Don, l'hippodrome a été ouvert en 1902. Un an plus tôt, la société des courses Rostov-Nakhichevan, en accord avec la société Rynx sur des activités conjointes, ont décidé de déplacer l'équipement de son site vers l'hippodrome du Rynx, situé plus près du centre-ville. La piste de course est devenue un lieu de test de chevaux pour les éleveurs de chevaux professionnels et les amateurs, dont certains sont venus à Rostov-sur-le-Don depuis d'autres villes.
Sous le régime soviétique, tous les haras privés, ainsi que tous les troupeaux de cosaques, ont été liquidés en raison de la politique de décosaquisation. La famine qui s'annonce bientôt contribue également à l'aggravation de la situation : l'élevage de chevaux a quasiment cessé d'exister.
Pourtant, juste après la fin de la guerre civile, les autorités ont tenté d'améliorer la situation : par exemple, en novembre 1920 à Rostov-sur-le-Don, l'Office de l'élevage de chevaux a été créé, et de nouveaux haras ont été organisés sur ces terres. Néanmoins, la situation reste extrêmement difficile : sur le Don en 1923 il n'y a que 2 000 juments de valeur. La reprise de l'industrie s'est faite avec beaucoup de difficultés.
Il y a eu quelques avancées. Selon les données rapportées, dans l'oblast de Rostov en 1940, il y avait déjà 230 300 chevaux. Un si grand nombre est devenu accessible grâce à un travail de haut niveau sur l'insémination artificielle des juments.
En 1952, sur décision des autorités, de nombreux élevages ont été liquidés et certains des chevaux eux-mêmes ont été tués. Dans l'oblast de Rostov, sur 22 haras, seuls 5 étaient dirigés et sur 132 élevages - seulement 3. Ces actions ont de nouveau causé de grands dommages matériels et moraux à l'industrie.
En 1944, à l'âge de 14 ans, Nikolay Nasibov fait sa première apparition à l'hippodrome de Rostov, remportant 40 courses dans la saison. Plus tard, il est devenu multiple champion d'Europe et d'URSS.
Avec la renaissance progressive de l'élevage de chevaux dans les années 1920-1930, l'hippodrome de Rostov a également été rouvert en 1925.
Peu à peu, son apparence a changé : la longueur de sa piste de course a été portée à 1968 mètres, au centre du terrain a été construit un grand belvédère avec des protections latérales. Au milieu des années 1980, les tribunes ont été reconstruites. Le territoire des spectateurs a été étendu presque sur toute la longueur de la piste et de nouvelles écuries ont été construites.
En 2002, à la veille de son 100e anniversaire, l'hippodrome de Rostov a cessé d'être une entreprise publique. Il appartient à "AgroSoyuz Yug Rusi" LLC, devenant ainsi la première piste de course privée de la Russie moderne.

## État actuel
Lors de la privatisation de l'Hippodrome, l'hippodrome a été rééquipé. Aujourd'hui, il compte 14 écuries, dont deux à deux étages. Le territoire du domaine occupe 28 hectares. Il y a deux pistes ― pour l'entraînement et pour les courses. La couverture est de terre et de sable. Il y a aussi une forge, un hôpital vétérinaire, un dépôt de munitions et un grenier. L'hippodrome a une tribune à deux niveaux avec 5 000 sièges. Il y a aussi un hôtel, où les visiteurs sont hébergés à la fois de Russie et d'autres pays. Les courses ont lieu tous les dimanches.